# Iriga
Iriga is een stad in de Filipijnse provincie Camarines Sur op het eiland Luzon op zo'n 400 km afstand van de Filipijnse hoofdstad Manilla. Bij de laatste census in 2007 had de stad bijna 98 duizend inwoners.

## Geografie

### Bestuurlijk indeling
Iriga is onderverdeeld in de volgende 36 barangays:
| - Antipolo - Cristo Rey - Del Rosario - Francia - La Anunciacion - La Medalla - La Purisima - La Trinidad - Niño Jesus - Perpetual Help - Sagrada - Salvacion | - San Agustin - San Andres - San Antonio - San Francisco - San Isidro - San Jose - San Juan - San Miguel - San Nicolas - San Pedro - San Rafael - San Ramon | - San Roque - San Vicente Norte - San Vicente Sur - Santa Cruz Norte - Santa Cruz Sur - Santa Elena - Santa Isabel - Santa Maria - Santa Teresita - Santiago - Santo Domingo - Santo Niño |

## Demografie
Iriga had bij de census van 2007 een inwoneraantal van 97.983 mensen. Dit zijn 9.090 mensen (10,2%) meer dan bij de vorige census van 2000. De gemiddelde jaarlijkse groei komt daarmee uit op 1,35%, hetgeen lager is dan het landelijk jaarlijks gemiddelde over deze periode (2,04%). Vergeleken met de census van 1995 is het aantal mensen met 15.501 (18,8%) toegenomen.

De bevolkingsdichtheid van Iriga was ten tijde van de laatste census, met 97.983 inwoners op 137,35 km², 713,4 mensen per km².

## Geboren in Iriga
- Edgar Ilarde (1934-2020), radio en televisiepresentator en politicus
- Nora Aunor (1953-2025), zangeres en actrice
- Leila de Lima (7 augustus 1959), minister van justitie

Baao · Balatan · Bato · Bombon · Buhi · Bula · Cabusao · Calabanga · Camaligan · Canaman · Caramoan · Del Gallego · Gainza · Garchitorena · Goa · Iriga · Lagonoy · Libmanan · Lupi · Magarao · Milaor · Minalabac · Nabua · Naga · Ocampo · Pamplona · Pasacao · Pili · Presentacion · Ragay · Sagñay · San Fernando · San Jose · Sipocot · Siruma · Tigaon · Tinambac